# Literarischer Antisemitismus
Literarischer Antisemitismus ist ein literaturwissenschaftlicher Begriff und kennzeichnet antisemitische Klischees, die in literarischen Texten vorkommen und verwendet werden. Diese beziehen sich auf unterschiedliche sprachliche wie nichtsprachliche Ebenen.
Literarische Werke werden in diesem Sinne als antisemitisch eingestuft, wenn die verwendeten subtilen bis drastischen antijüdischen Motive, Bilder und Versatzstücke letztlich gestützt und nicht hinterfragt werden.
Stereotype Darstellungen jüdischer Figuren sollen Juden identifizierbar und somit tatsächlich identitätslos machen. Die Figuren werden auf diese Weise ihrer Individualität beraubt, da sie nun als Juden erkannt und sogleich eingeordnet werden, ein Grund für die fehlende Literarizität der Texte, denen auf diese Weise vielschichtige Codierungen und Lesarten abgehen.

## Begriff und Problem
Der vergleichsweise neue Begriff gehört zur interdisziplinären Antisemitismusforschung, will die bisherigen Antisemitismusmodelle und -theorien erweitern und integriert dabei poetologische Methoden mit solchen des Textverstehens. Literarische Texte werden unter deutlichem Einbezug ihrer Literarizität analysiert, nicht hingegen als historische Quelle betrachtet oder nach Belegen untersucht, die sich an der klassischen Antisemitismusforschung orientieren.
Zwar ist die Bedeutung der Literaturwissenschaft für die Antisemitismusforschung bislang eher marginal gewesen; sie kann aber ein breites Spektrum an Methoden des Textverstehens sowie einen umfangreichen Quellenkorpus in die interdisziplinäre Forschung einbringen.
Die Eigenart literarischer Texte verlangt, dass sie nicht schlicht und schematisch einem vorgegebenen Begriff des Antisemitismus – wie etwa aus der Geschichtswissenschaft – unterworfen werden können. Aus diesem Grund wird nicht von Antisemitismus in der Literatur, sondern von literarischem Antisemitismus gesprochen.
Anders als beim Antisemitismus in der Literatur geht es hier um typische Darstellungen und ästhetische und mediale Repräsentationen jüdischer Figuren. So will der Begriff sich auch gegen einen oberflächlichen Antisemitismusverdacht oder Vorurteile bei bestimmten Schriftstellern absichern und grenzt sich zudem von der Motivforschung ab, die mit dem „Bild des Juden“ auf einen „visuellen Antisemitismus“ hinauslief und Fragen der Literarizität nicht berücksichtigte. Nachdem in der Zeit des Nationalsozialismus Studien zu Motivgeschichte erschienen waren, so etwa Elisabeth Frenzels „Judengestalten auf der deutschen Bühne“, wurde der Gattung zudem vorgehalten, selbst ideologiebildend zu wirken.
Ob ein Text letztlich antisemitisch ist oder nicht, wird häufig unterschiedlich beurteilt. Dabei gründen die Behauptungen und Einschätzungen nur selten auf nachprüfbaren Kriterien. Dass offensichtlich nicht jede Entscheidung eines Literaten, eine jüdische Figur zu verwenden, antisemitisch motiviert ist, führt zu Auslegungs- und Interpretationsproblemen.
Wie Martin Gubser darlegt, ist es zudem nicht einfach, eine jüdische Figur einzuführen, ohne sich dem Vorwurf des Antisemitismus auszusetzen. Der Schriftsteller entscheidet sich in der Regel für eine jüdische Figur, die Mitglied einer gesellschaftlichen Minderheit ist und deren leidvolle Geschichte vor allem durch eine entmenschlichende Klischeebildung gekennzeichnet ist. Aus diesem Grund aber geht gerade von ihr ein besonderer exotischer Reiz aus.
Der Vorwurf des literarischen Antisemitismus ist indes immer dann berechtigt, wenn einem Autor nachgewiesen werden kann, antisemitische Klischees zu verwenden, sich also von den überkommenen Bildern und Vorstellungen nicht zu distanzieren.

## Hintergrund und Einzelheiten
Während antisemitische Äußerungen in der Öffentlichkeit meist nicht geduldet und ggf. strafrechtlich verfolgt werden, lösen sie im literarischen Gewand zunächst allenfalls einen Disput über ihre Existenz und die Legitimität des Dargestellten aus. Wie Klaus-Michael Bogdal erklärt, rechtfertigt die Beobachtung der deutschen Literatur es, einen literarischen Antisemitismus zu konstatieren, der in die Zeit vor und nach Auschwitz eingeordnet werden kann, selbst wenn er zu den in der geschichts- und literaturwissenschaftlichen Forschung eher vernachlässigten Bereichen gehört. Die Literaturwissenschaft hat sich zudem eher mit der Erfassung der vergessenen und verdrängten jüdischen und deutsch-jüdischen Literatur beschäftigt.
Antisemitische Klischees finden sich in zahlreichen Texten der europäischen Literatur. Sie reichen von drastischen, schon an der Oberfläche des Textes augenfälligen antisemitischen Grobzeichnungen (wie gleich am Anfang der frommen Helene von Wilhelm Busch mit dem „krummnasigen Juden“, der sich „tiefverderbt und seelenlos“ „zur Börse hochschlängelt“, womit die äußerliche Zeichnung gleich mit tierischen Aspekten verbunden wird) über antisemitische Klischees im Werk Gustav Freytags bis zu subtilen oder komplexen antijüdischen Elementen in Literaturen verschiedener Sprachen, wie zum Beispiel in der Figur Shylock in Shakespeares Kaufmann von Venedig oder im Werk des französischen Schriftstellers Céline, die immer wieder kontrovers diskutiert werden.

### Gustav Freytag
Gustav Freytag folgte unter anderem mit seinem zu seiner Zeit meistgespielten Lustspiel Die Journalisten und in dem Bildungsroman und Bestseller Soll und Haben antisemitischen Stereotypen und Klischees und gab damit Beispiele für literarischen Antisemitismus.
War über Juden lange Zeit nur in Berichten und Rezensionen die Rede, verwendete Freytag erstmals jüdische Figuren in einem deutschen Roman und bediente sich hierbei zahlreicher antisemitischer Klischees.
Der Charakter Schmock in Die Journalisten etwa, obwohl selbst Journalist, beherrscht das grammatisch korrekte Hochdeutsch nicht und beantwortet Fragen in der Regel mit als „typisch jüdisch“ angesehenen Gegenfragen. Als Teil einer manichäischen Figurenkonstellation des Stückes wird Schmock ausschließlich schlecht dargestellt. Vor allem seine Gesinnungslosigkeit hebt ihn von den anderen Figuren ab, die materialistische, zynische Beziehung zu seinem Beruf tut ein Übriges: „Mein Unglück ist nur, ich stecke in einem schlechten Geschäft. Ich muß achten, daß ich aus der Literatur herauskomme.“
Der derbe „Verlach-Humor“, der für den Erfolg des Schmock-Charakters mitverantwortlich war, funktioniert meist nur mit Bezug auf entsprechende antisemitische Klischees, die sich beispielsweise auf das als andersartig definierte Aussehen und die scheinbar belachenswerte Sprache von Juden beziehen. Darüber hinaus ist das Argumentationsmuster als nationalistisch einzustufen, da Schmock den Kräften zugerechnet wird, welche gegen die „deutsche Werte“ hochhaltende liberale Partei agitierten.
In Soll und Haben stellt Freytag ein „biedermeierlich verklärendes Monumentalgemälde deutsch-bürgerlicher Rechtschaffenheit“ dar. Im Gegensatz dazu stehen Ostjuden und Polen, die „als abgründige, gewissenlose Existenzen agieren“. Der jüdische Kaufmann „Veitel Itzig“ wird als Gegenfigur des fleißigen und tugendhaften Anton Wohlfahrt dargestellt.
Auch im Werk Thomas Manns, der sich selbst als philosemitisch bezeichnete, sich während der Zeit des Nationalsozialismus für Juden einsetzte und den Antisemitismus verdammte, finden sich problematische Stellen, die nach wie vor Gegenstand der Forschung sind und durchaus unterschiedlich beurteilt werden.

### Rainer Werner Fassbinder
Der von Gerhard Zwerenz beeinflusste Rainer Werner Fassbinder löste mit seinem Stück Der Müll, die Stadt und der Tod einen Skandal aus.
Indem der Autor in seinem Stück ausgerechnet einen jüdischen Häuserspekulanten, der sich selbst als „der reiche Jude“ bezeichnet, als Negativfigur verwendete, bediente er für Martin Gubser das Klischee vom „skrupellosen jüdischen Kapitalisten“.
Nach seiner Auffassung hätte der Text vermutlich keinen Skandal hervorgerufen, wenn Fassbinder als Negativfigur auf einen ebenfalls unsympathisch gezeichneten jüdischen Polizisten, Bäcker oder christlichen Spekulanten zurückgegriffen hätte. Hier aber habe er auf Ignatz Bubis anspielen wollen, der in der Szene der Frankfurter Häuserbesetzer berüchtigt war. In dieser Konstellation sei es offensichtlich, dass er dem gängigen antisemitischen Klischee vom jüdischen Kapitalisten entgegenkam.
Joachim Fest räumte in dem ersten von drei Beiträgen für die Frankfurter Allgemeine Zeitung zwar ein, dass der Begriff Linksfaschismus ungenau sei und häufig in polemischen Kontexten verwendet werde, ging hier aber von einem aktuellen Fall des Linksfaschismus aus. Es sei zwar mittlerweile denkbar, Stücke mit einer jüdischen Negativfigur zu schreiben; in diesem literarisch wertlosen Stück, das auf moderne Versatzstücke wie etwa pornografische Elemente nicht verzichte, werde der „reiche Jude“ hingegen bloß als Mörder und Betrüger gezeichnet, so dass es sich um „billige, von ordinären Klischees inspirierte Hetze“ handele.
Habe sich der „Faschismus von links“ in Deutschland bislang auch in unterschiedlichen Formen gezeigt, sei er bislang von antisemitischen Regungen weitgehend frei gewesen. Wie Fest erläutert, mobilisierte die Politik der Sowjetunion gegen Israel antisemitische Affekten der linken Szene in der Bundesrepublik, die im Antisemitismus nun ein Element der Weltrevolution erblickte und glaubte, er hätte mit dem Judenhass des Nationalsozialismus nichts zu tun. Dies mache dem linken Antisemitismus ein gutes Gewissen.
Der Antisemitismus des Stücks sei allerdings weniger Ausfluss des Ressentiments als vielmehr Taktik und Teil des „radikalen Schicks“. Für Fest hatte die Linke seit langer Zeit kein wirkliches Feindbild mehr und bedurfte daher einer gegnerischen Figur, um die geringe Faszination ihrer Ideologie auszugleichen. Eine weitere Rolle habe der Wille der jüngeren Generation gespielt, sich vor der Welt als unbefangen zu erweisen, Tabus nicht mehr zu akzeptieren und ihnen kaltschnäuzig zu begegnen. „Im Hause des Henkers sprechen die Söhne gern schnoddrig vom Strick.“
Hellmuth Karasek hingegen wies den Vorwurf des linken Antisemitismus zurück und sprach von bedenklicher Polemik durch Fest und einer „Linken-Hatz“ als neue Kulturlinie der FAZ. Von einem geplanten, noch dazu linken Antisemitismus bleibe nach der Lektüre des Stücks jedenfalls wenig übrig.

## Aktuelle Tendenzen, Grass und Walser
In der Gegenwart kommt es ebenfalls immer wieder zu Kontroversen, ja Skandalen. So wurde im Zusammenhang mit dem Gedicht Was gesagt werden muss von Günter Grass dem Autor gegenüber erneut der Vorwurf des Antisemitismus erhoben.
Grass war bereits mehrfach für seine Haltung Israel und dem Judentum gegenüber kritisiert worden. In seinem Verhalten glaubt der Literaturwissenschaftler Klaus Briegleb Zeichen für verdrängte Schuld zu sehen, so etwa dafür, dass er an einer Ausschluss-Kampagne der Gruppe 47 gegen Marcel Reich-Ranicki teilgenommen habe, der für Grass die „politische Strapazierfähigkeit“ der Gruppe beeinträchtigt habe. Werde der Angegriffene von Hans Werner Richter als ein „toter und störender Punkt“ bezeichnet, sei dies ein antisemitischer Reflex, der von Grass durch seine Zustimmung bestätigt werde. Sein Umgang mit jüdischen Autoren wie Erich Fried und Attacken gegen Israel und den Zionismus zeigten eine „Anti-Israel-Impulsivität“. Schon mit seinem Aufsatz Israel und ich habe er dem Land vorgeworfen, durch eine „schleichende Annexion der besetzten Gebiete den arabischen Staaten einen Vorwand für deren Angriff geliefert zu haben.“ Hier würde er – wie in seinem Gedicht – eine Umkehrung von Opfer und Täter betreiben, indem er Israel vorwerfe, für die Bedrohung selbst verantwortlich zu sein. In seiner Novelle Im Krebsgang sei beim Untergang des Schiffes von einem „nie gehörten Endschrei“ die Rede, was nach Briegleb „eine Umdrehung in der Metapher von der Endlösung der Judenfrage“ sei und „einen bildlich wertenden Rollentausch der deutschen Opfer gegen die Opfer der Shoah“ verrate. Vielleicht treffe auf Grass die „bis heute unglaubliche Bemerkung des israelischen Psychoanalytikers Zvi Rex zu: ‚Die Deutschen werden den Juden Auschwitz nie verzeihen.‘“
Michael Wuliger konstatierte sarkastisch, Grass bringe „den literarischen Antisemitismus in Verruf.“ Der antisemitische Topos, Juden als Bedrohung des Weltfriedens und der ganzen Menschheit zu sehen, sei indes schon lange vor Veröffentlichung der Verse Was gesagt werden muss bekannt. In dem Gedicht Ein Held unserer Tage beziehe sich Grass in den Versen von einer „Gang, … die ungehemmt selbst Mord nicht scheut“ vermutlich auf den Mossad, vielleicht gar „die israelische Regierung oder die Weisen von Zion.“
Martin Walser löste mit seinem Roman Tod eines Kritikers ebenfalls eine Kontroverse aus.
Für den Philologen und Literaturwissenschaftler Jan Philipp Reemtsma ist der Roman eine Abrechnung mit seinem langjährigen Kritiker Marcel Reich-Ranicki und bedient etliche antisemitische Klischees, mit denen Walser die Figur André Ehrl-König zu charakterisieren versucht. Diese drastische Methode gehe zu Lasten der literarischen Qualität des Werkes. Wegen des im Vordergrund stehenden persönlichen Anliegens Walsers, Reich-Ranicki zu diskreditieren, würden alle anderen Elemente zurücktreten und einem offensichtlichen Antisemitismus Raum geben. Viele der Attribute des Charakters, wie die Sprache, der schwarze Hut oder die Plateausohlen, stammen für Reemtsma aus den Fundus antijüdischer Karikatur-Klischees. Zum Kernbestand dieser Stereotype zähle das Bild vom Juden, der im Kulturbereich eine nicht legitime Macht ausübe.